# ムザブ
ムザブは、アルジェリア中部ガルダイア県にある地方の名。アルジェの南600kmに位置する。

## 地理
ムザブは標高300mから800mの岩だらけの高原である。白亜紀に形成されたこの地形には、黒や褐色の岩石が広大に散らばっている。ムザブのワジは、この高原の北西から南東へ通っている。
社会的には、本来のムザブはガルダイア (Ghardaïa)、ベニ＝イスガン (Beni-Isguen)、エル＝アットゥフ (El-Ateuf)、メリカ (Mélika)、ブーヌーラ (Bounoura) の5つのオアシス都市（クサール）が集まった72km2 の連合体だった。より北に二つの孤立したオアシス、ベリアン (Berriane)、エル＝ゲラーラ (El-Guerrara) があり、これらも後に加わった。

## 歴史
新石器時代以降、この地方には洞穴で暮らす人々が住んでいた。この最初の住人たちのことは余り分かっていない。歴史上、ムザブには25の町が現れ、消えていった。
9世紀以降、当時余り人がいなくなっていたムザブは、ムザブ人 (Mozabite) とも呼ばれることになるイバード派ベルベル人たちの避難所となった。18世紀以降には、ムザブは、ナツメヤシ、塩、象牙、武器、奴隷などを取引していたサハラ交易のキャラバンの寄留地として重要になった。そして、アルジェやチュニスのようなマグレブ北部の町々に居を定めたムザブ人たちは、その商才を遺憾なく発揮した。
フランス人によってエル＝アガ (El-Aghuat) が奪われた後、ムザブ人はアルジェ総督府との間で、自治権の代償に年1800フランを支払う契約を交わした。1853年には、ムザブの7都市連合は、ムザブでの自治を保障する条約をフランスとの間で締結した。しかし、遊牧民の度重なる侵入の結果、フランスは1882年にムザブを植民地化した。フランスは、それ以降、この地のオアシスの灌漑システムを発展させた。

## 世界遺産
ムザブは、「ムザブの谷」の名でユネスコの世界遺産（文化遺産）に登録されている。

### 登録基準
この世界遺産は世界遺産登録基準のうち、以下の条件を満たし、登録された（以下の基準は世界遺産センター公表の登録基準からの翻訳、引用である）。
- (2) ある期間を通じてまたはある文化圏において、建築、技術、記念碑的芸術、都市計画、景観デザインの発展に関し、人類の価値の重要な交流を示すもの。
- (3) 現存するまたは消滅した文化的伝統または文明の、唯一のまたは少なくとも稀な証拠。
- (5) ある文化（または複数の文化）を代表する伝統的集落、あるいは陸上ないし海上利用の際立った例。もしくは特に不可逆的な変化の中で存続が危ぶまれている人と環境の関わりあいの際立った例。

## モロッコのムザブ
モロッコにも、カサブランカから60kmにあたる、Chaouia高原中央部に、ムザブ地方がある。その中心都市は、Ben Ahmed である。
座標: 北緯32度29分14秒 東経3度40分53秒 / 北緯32.48722度 東経3.68139度